# Meringops minipes
Meringops minipes là một loài tò vò trong họ Ichneumonidae.